# Eichhörnchenlaus
Die Eichhörnchenlaus (Neohaematopinus sciuri) ist eine Art der Echten Tierläuse, die als Ektoparasit im Fell von Eichhörnchen und anderen Arten der Hörnchen lebt und Blut saugt. Ihre natürlichen Verbreitungsgebiete sind, entsprechend denen ihrer Wirte, die nördliche Paläarktis und Nordamerika mit Mexiko. Die Eichhörnchenlaus ist mit dem Eichhörnchen in  weitere Gebiete eingeführt worden.

## Beschreibung

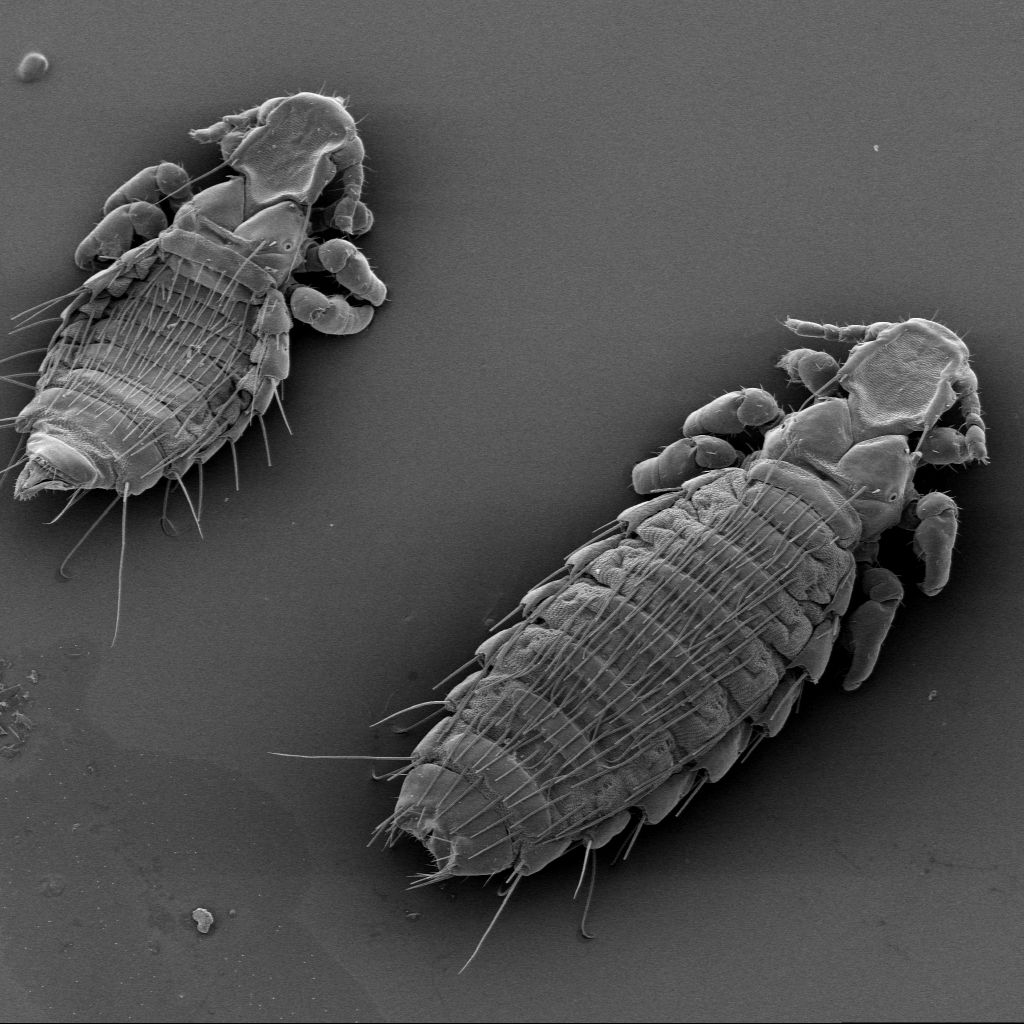
Links männliches, rechts weibliches Exemplar, dorsal

Die Männchen haben eine Körperlänge von durchschnittlich etwa 1,3 Millimeter, die Weibchen sind mit durchschnittlich 1,5 Millimeter etwas größer. Der Kopf, der Thorax und das Hinterleib sind schwach sklerotisiert. Der Kopf ist etwas länger als breit und vorne deutlich abgerundet. Die Fühler sind fünfgliedrig mit einem Basalglied, das deutlich länger als das zweite Glied, etwas breiter als lang und, insbesondere  bei männlichen Läusen, stark verdickt ist. Das dritte Antennenglied ist nur bei männlichen Tieren vorne verlängert und trägt dort zwei spindelförmige Setae.
Der Thorax ist breiter als lang. Die Brustplatte hat vorne eine stark abgerundete Spitze, hinten läuft sie an den Rändern in zwei Fortsätze aus. Die Beine des ersten Beinpaares sind klein und haben kleine, zugespitzte Klauen. Die Beine des mittleren und hinteren Paares sind größer und haben jeweils eine spitze Klaue. Die Coxen sind fast dreieckig. Das Abdomen der männlichen Läuse ist fast ebenso breit wie der Thorax mit einem Tergiten auf dem zweiten bis siebten Segment und zwei Sterniten am dritten bis sechsten Segment. Bei den Weibchen ist es zudem breiter als lang, mit jeweils einem Tergiten auf dem dritten bis achten und nur einem Sterniten am dritten bis siebten Segment. Weitere art- und geschlechtsspezifische Merkmale sind die Anzahl, Position und Ausbildung verschiedener Borsten des Kopfes, des Brustbereichs und des Abdomens, die Ausgestaltung der Chitinplättchen am Abdomen und die Form und Besetzung mit Setae der Genitalien.
Die Eichhörnchenlaus ist in der Morphologie den Arten Neohaematopinus callosciuri, Neohaematopinus sundasciuri und Neohaematopinus sciurinus sehr ähnlich. Bei Neohaematopinus callosciuri und Neohaematopinus sciurinus sind jedoch die basalen Glieder der Fühler vorne verlängert und mit jeweils einer spindelförmigen Seta versehen. Die Eichhörnchenlaus unterscheidet sich von Neohaematopinus sundasciuri durch Länge und Anordnung bestimmter Setae des Abdomens.

## Verbreitung

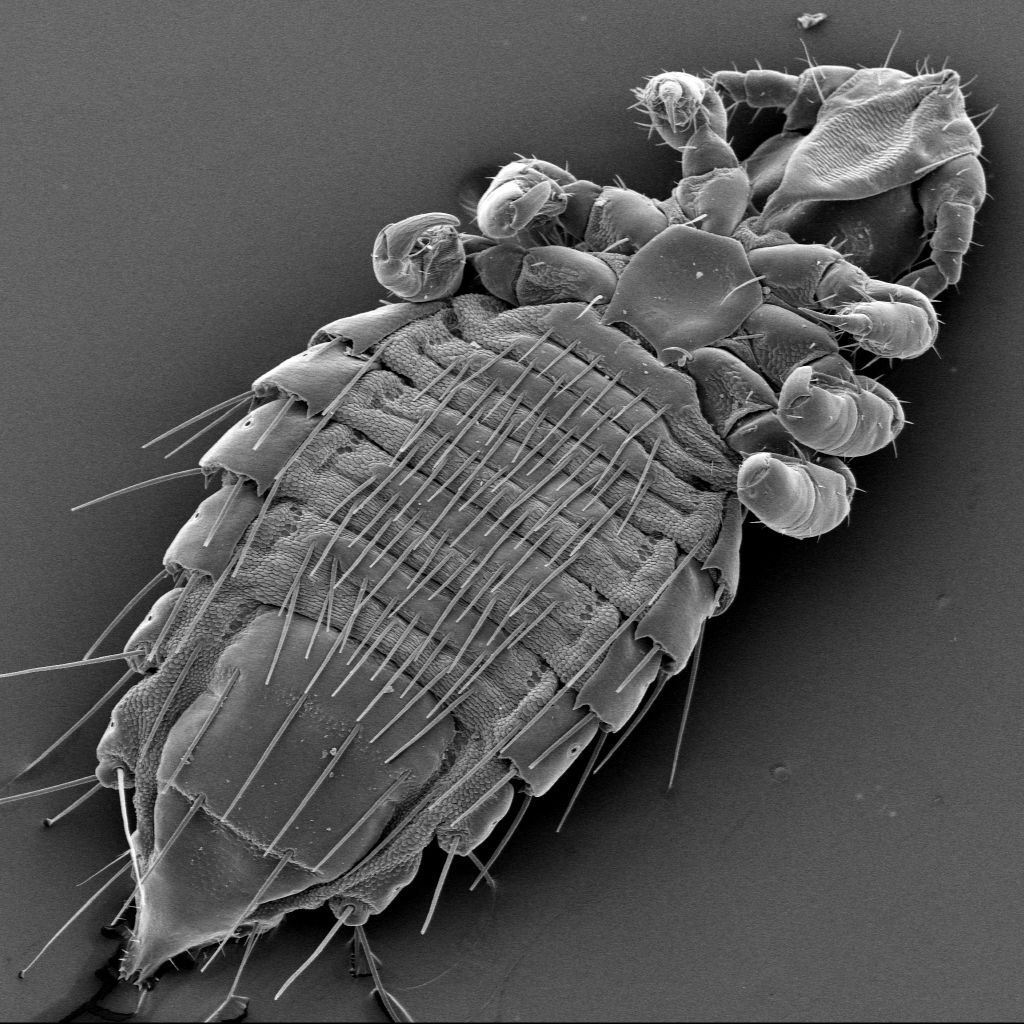
Männlich, ventral

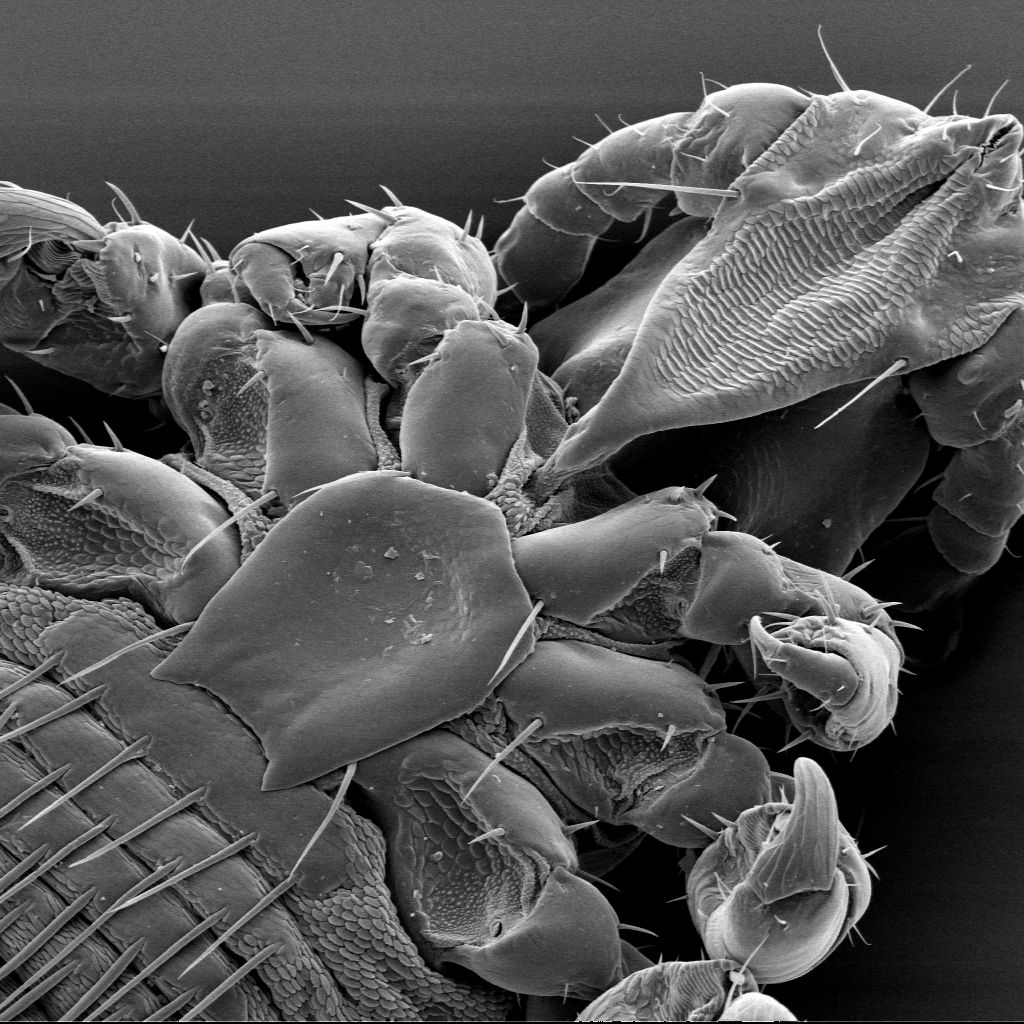
Weiblich, Kopf und Thorax, ventral

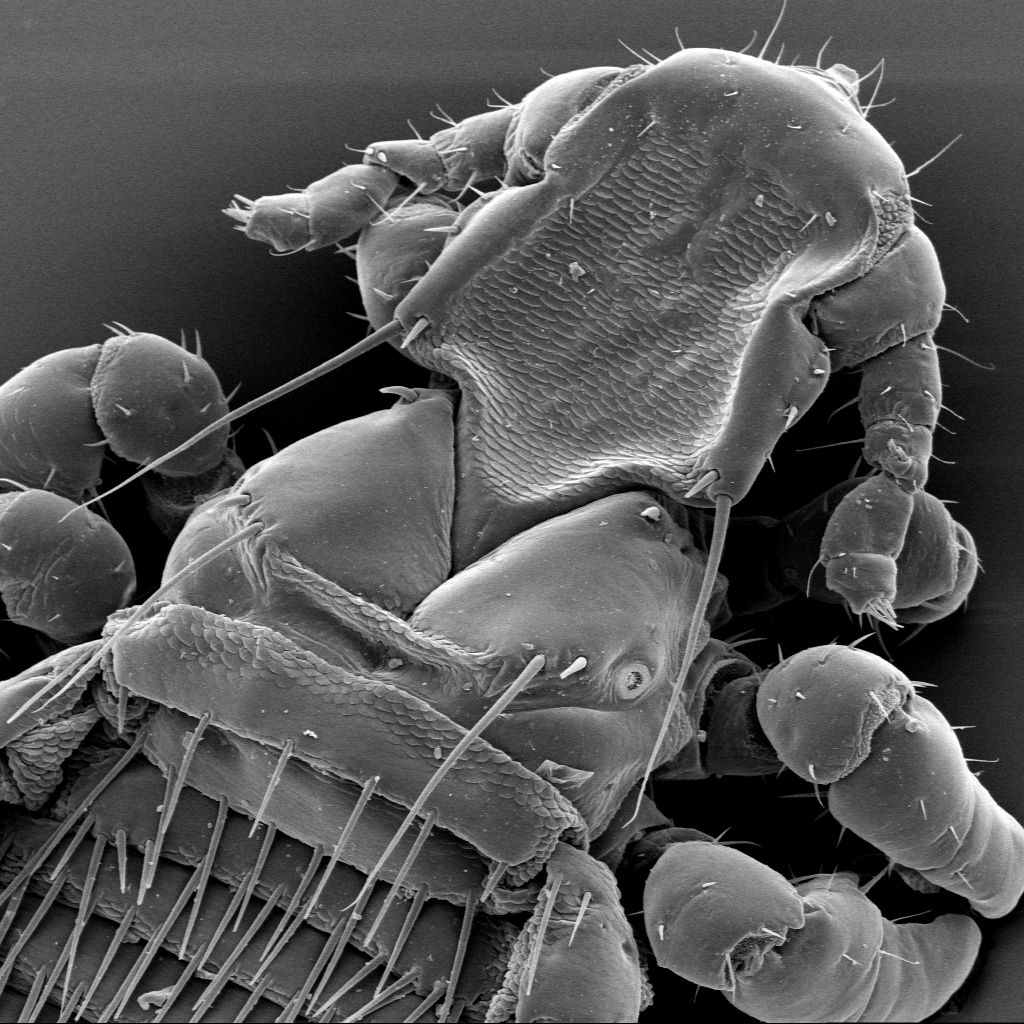
Männlich, Kopf und Thorax, dorsal

Die Terra typica der Eichhörnchenlaus ist der Buchholz, ein Waldgebiet im Süden von Naumburg an der Saale, im Bundesland Sachsen-Anhalt (51° 7′ 49,1″ N, 11° 48′ 2,2″ O). Das Verbreitungsgebiet umfasst Europa und Nordamerika einschließlich Mexiko.
Bis zur Erstbeschreibung der Eichhörnchenlaus identifizierten die Bestimmungsschlüssel für Tierläuse sie als Neohaematopinus sciurinus, die jedoch nur in Nordamerika lebt. Die Literatur weist bis in die 1980er Jahre falsche Benennungen der Eichhörnchenlaus als Neohaematopinus sciurinus auf. Dazu gehören auch Läuse von nach Südafrika eingebürgerten nordamerikanischen Grauhörnchen, bei denen es sich wahrscheinlich um Eichhörnchenläuse handelt. Fundberichte aus Malaysia sind zweifelhaft. Die Überprüfung angeblich aus Malaysia stammender Eichhörnchenläuse führte zu der Feststellung, dass es sich um falsch identifizierte Exemplare von Neohaematopinus callosciuri und in jeweils einem Fall von Neohaematopinus elbeli und Hoplopleura pectinata handelte. Auch hier ist die Ursache, dass bis zur Erstbeschreibung südostasiatischer Tierläuse der Gattung Neohaematopinus in den 1950er und 1960er Jahren die Bestimmungsschlüssel solche Tiere als Eichhörnchenläuse oder als Neohaematopinus sciurinus identifizierten.

## Lebensweise
Die Eichhörnchenlaus lebt als blutsaugender Ektoparasit im Fell des Eichhörnchens (Sciurus vulgaris) und zweier weiterer Arten von Hörnchen, dem Rotbauchhörnchen (Sciurus aureogaster) und dem Grauhörnchen (Sciurus carolinensis). Berichte über Funde auf Fuchshörnchen (Sciurus niger), Graubauchhörnchen (Callosciurus caniceps) und Finlayson-Hörnchen (Callosciurus finlaysonii) beruhen wahrscheinlich auf einem nur zufälligen Befall.

## Systematik
Die Eichhörnchenlaus wurde der Gattung Neohaematopinus zugeordnet, von der mehr als dreißig Arten beschrieben sind. Die Gattung Neohaematopinus gehört mit den nahe verwandten Gattungen Johnsonpthirus und Linognathoides sowie zahlreichen weiteren Gattungen zur Familie Polyplacidae innerhalb der Echten Tierläuse (Anoplura).

### Erstbeschreibung
Die Erstbeschreibung erfolgte im Jahr 1932 durch den deutschen Entomologen Oldwig Jancke in einer Ausgabe der Zeitschrift für Parasitenkunde.

### Typexemplare
Der Holotypus ist ein männliches Tier von 1,46 Millimetern Länge, der Allotypus hat eine Länge von 2,0 Millimetern. Beide Typen befanden sich in der Sammlung des Entomologen Oldwig Jancke, ihr Verbleib ist ungeklärt.

### Etymologie
Die Namensgebung ist, wie bei Parasiten nicht ungewöhnlich, auf den Hauptwirt bezogen. Auch der wissenschaftliche Artname sciuri ist vom wissenschaftlichen Namen der Gattung Eichhörnchen, Sciurus, abgeleitet.